# Metastelma leptocladon
Metastelma leptocladon är en oleanderväxtart som först beskrevs av Joseph Decaisne, och fick sitt nu gällande namn av Rudolf Schlechter. Metastelma leptocladon ingår i släktet Metastelma och familjen oleanderväxter. Inga underarter finns listade i Catalogue of Life.